# Primula pinnata
Primula pinnata är en viveväxtart som beskrevs av Mikhail Grigoríevič Popov och Fedorov. Primula pinnata ingår i släktet vivor, och familjen viveväxter. Inga underarter finns listade i Catalogue of Life.